# Ktesifon

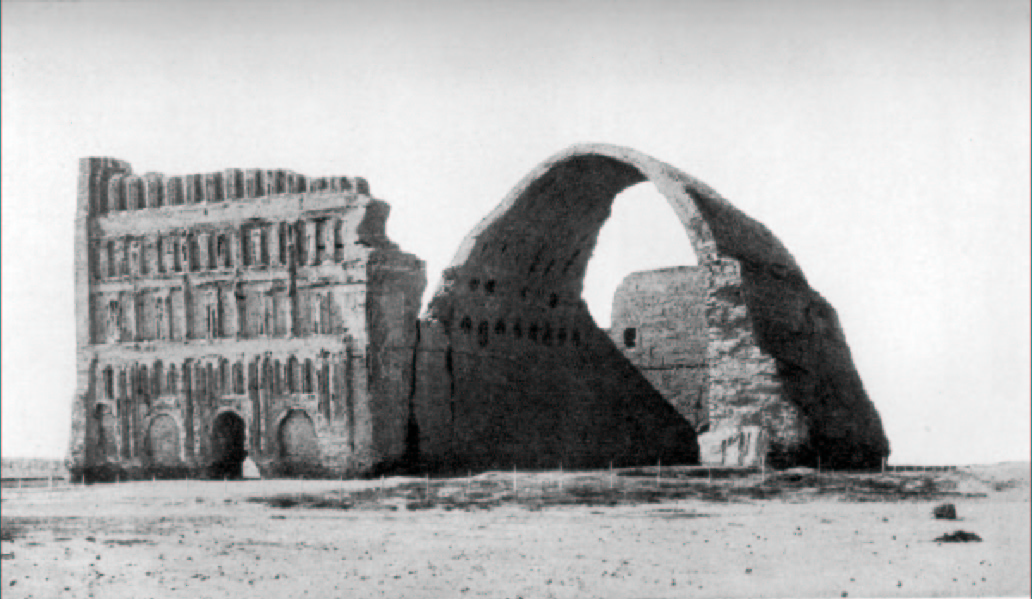
Ruiner av Ktesifon

Ktesifon (persiska تیسفون, Ṭīsfūn; grekiska Κτησιφῶν) var en av de stora städerna i det antika Mesopotamien och huvudstad i Parterriket och dess efterföljare Sasanidernas välde. Staden antas ha varit världens största mellan år 570 och 637 efter Kristus. Ktesifon omnämns för första gången i Esras bok i Gamla Testamentet som "Kasfia" vilket härleds från det iranska namnet Kas, som är ett kognat till kaspisk (till exempel Kaspiska havet) och Qazvin. Resterna efter staden ligger 32 kilometer sydost om Bagdad i Irak.
Staden undersöktes arkeologiskt 1928-29 av Deutsche Orient-Gesellschaft.
Vid Ktesifon stod 22 november 1915 under första världskriget ett slag, där den turkiska armén besegrade en brittisk.

## Palatsstaden
Det ståtliga palatskomplexet i Ktesifon är legendariskt och på antiken var det berömt för sin skönhet. Det inkluderade Khosrau I:s Shâhigân-ǐ Sepid (Det vita palatset) som i dag står i ruiner och den enorma valvbågen Taq-e Kasra. Tronsalen låg förmodligen bakom bågen och själva tronen stod på 36 meters höjd.
Ruinen instörtade delvis 1902.

## Ktesifons bibliotek
Ktesifon hyste under sassaniderna ett av antikens främsta bibliotek. Detta bibliotek plundrades av araberna vid den muslimska invasionen av Iran.